# Paraclius keiferi
Paraclius keiferi är en tvåvingeart som beskrevs av Van Duzee 1927. Paraclius keiferi ingår i släktet Paraclius och familjen styltflugor. Inga underarter finns listade i Catalogue of Life.